# Dark Thrones and Black Flags
Dark Thrones and Black Flags – trzynasta płyta norweskiego zespołu Darkthrone. Wydana została 20 października 2008 roku przez wytwórnię płytową Peaceville.

## Lista utworów
| Nr  | Tytuł utworu                                       | Słowa          | Muzyka         | Długość |
| --- | -------------------------------------------------- | -------------- | -------------- | ------- |
| 1.  | „The Winds They Called the Dungeon Shaker”         | Fenriz         | Fenriz         | 3:52    |
| 2.  | „Death of all Oaths (Oath Minus)”                  | Nocturno Culto | Nocturno Culto | 4:16    |
| 3.  | „Hiking Metal Punks”                               | Fenriz         | Fenriz         | 3:21    |
| 4.  | „Blacksmith of the North (Keep that Ancient Fire)” | Nocturno Culto | Nocturno Culto | 3:13    |
| 5.  | „Norway in September”                              | Fenriz         | Nocturno Culto | 5:46    |
| 6.  | „Grizzly Trade”                                    | Fenriz         | Nocturno Culto | 4:16    |
| 7.  | „Hanging out in Haiger”                            | Fenriz         | Fenriz         | 3:22    |
| 8.  | „Dark Thrones and Black Flags”                     | Fenriz         | Fenriz         | 2:24    |
| 9.  | „Launchpad to Nothingness”                         | Nocturno Culto | Nocturno Culto | 4:31    |
| 10. | „Witch Ghetto”                                     | Fenriz         | Fenriz         | 3:56    |
|     |                                                    |                |                | 38:57   |

## Twórcy
- Ted "Nocturno Culto" Skjellum – śpiew, gitara, gitara basowa
- Gylve "Fenriz" Nagell – perkusja, śpiew
- Dennis Dread – okładka albumu
- Einar Sjursø – oprawa graficzna albumu